# مقاطعة شابران
شابران (بالأذرية: Şabran) هي مقاطعة في  أذربيجان. ومدينة شابران هي المركز الإداري لها.

## التاريخ
تم تأسيس مقاطعة سافاجي (Savachi) في 8 أغسطس من عام 1930. ولكن في عام 1963 تم إلغاؤها وضمها لمقاطعة آشوران، ثم في عام 1965 تم إعادة تأسيسها من جديد. وفي عام 1992 تم تأيسيس مقاطعة سيازن على أساس مقاطعة دافاجي (Davachi) بأمر من الجمعية الوطنية الأذربيجانية  حيث شملت جزءا من منطقة مقاطعة دافاجي. ثم في عام 2010  تم إعادة تسمية دافاجي إلى الاسم الحالي شابران.

## جزء من طريق الحرير
مدينة شابران تعتبر معلم تاريخي أيضاً، لأن قوافل طريق الحرير تمر من خلالها، حيث كانت قوافل الإبل تقف فيها للراحة.